# Pedicularis arctica
Pedicularis arctica là loài thực vật có hoa thuộc họ Cỏ chổi. Loài này được R. Br. mô tả khoa học đầu tiên năm 1824.